# Picot garser siríac
El picot garser siríac (Dendrocopos syriacus) és una espècie d'ocell de la família dels pícids (Picidae), que habita boscos, terres de conreu, ciutats i oasis des de l'est d'Austria i Txèquia, cap a l'est, a Ucraïna sud-oest de Rússia, i a través de la península Balcànica i Grècia fins a Turquia, el Caucas, Pròxim Orient, nord d'Iraq i oest i sud de l'Iran.